# Innoson Motors
 A Innoson Motors (oficialmente Innoson Vehicle Manufacturing Co. Ltd.), abreviada como IVM, é uma empresa nigeriana fabricante de automóveis. Foi fundada por Innocent Chukwuma em 2004, em Uru Umudim, Nnewi no estado de Anambra, na Nigéria. Possui escritório comercial em Lagos. É considerada a primeira fabricante de carros do país.
A marca IVM foi fundada com o objetivo de oferecer automóveis mais baratos e erradicar do mercado os tokunbos (designação local para os carros estrangeiros importados usados, até então maioria).
70% das peças do carro são produzidos localmente, através das empresas do grupo Innoson, enquanto o restante é importado de Japão, China e Alemanha.

## Modelos Produzidos

#### Automóveis
- Fox (hatch)
- Umu (sedã)
- G5 (Ultilitário SUV)

#### Caminhonetes
- Carrier 4x4
- Carrier 4x2

#### Vans e ônibus
- innoson 5000 (van de passageiros e/ou carga)
- Innoson 6601 (micro-ônibus)
- Innoson 6857 (ônibus de grande porte)
- innoson 6801 (ônibus de médio porte)